# Ortwin Freyermuth
Ortwin Freyermuth est un producteur américain de jeux vidéo, juriste dans le domaine du divertissement et producteur de films. Depuis 2012, il est cofondateur de la société Cloud Imperium Games (CIG) avec Chris Roberts, il est aussi vice-président et directeur juridique de CIG. Il est connu pour avoir été le président-directeur général de la société de production de films Capelle Films.

## Formation
Ortwin Freyermuth étudie le droit à l’Université de Göttingen en Allemagne, ainsi que le Droit comparé et international, à Genève en Suisse et aussi à l’Université de Californie à Los Angeles aux États-Unis, où il termine sa maîtrise avec une thèse sur la distribution de films et le droit d’auteur en 1986.

## Carrière
De 1986 à 1988 il est directeur des affaires juridiques de Vestron International Inc.
En 1988, il est admis au barreau de Californie. 
De 1990 à 1994, il fonde et dirige Capella Films Inc. un groupe de société de production et de distribution allemand. Après avoir été conseiller juridique de la société de Chris Roberts Ascendant Pictures et d'autres sociétés de production, il fonde Cloud Imperium Games avec Roberts en 2012 pour créer le jeu vidéo Star Citizen. 
Ortwin Freyermuth est le frère du journaliste et auteur allemand Gundolf S. Freyermuth (en).

## Travaux académiques
- (de) Erwin Deutsch, Ortwin Schneider-Freyermuth et Ulrich Koenig, Die Vervielfältigung von Filmen durch Hochschulen und ihre Einrichtungen : rechtliche Probleme untersucht am Beispiel des IWF- Filmverleihs, Berlin; Tokyo : Springer, janvier 1985, 60 p. (ISBN 9783540157281)

- (en) Ortwin S. Freyermuth, Film distribution and modern video technology : the shift of motion picture distribution into the private sphere and its impact on copyright protection, Los Angeles: University of California, 1986

## Filmographie

### Producteur
- 1991 : Troubles (coproducteur)
- 1991 : The Nutt House (producteur exécutif)
- 1993 : L'Affaire Karen McCoy (producteur exécutif)
- 1993 : L'Impasse (producteur exécutif)
- 1994 : Body Shot (producteur exécutif)
- 1991 : Das Boot (film) (producteur, director's cut)
- 2011 : Au bord du gouffre (film, 2011) (producteur exécutif)

### Service juridique
- 1988 : Burning Secret (consultant spécial)
- 1990 : The NeverEnding Story II: The Next Great Chapter (directeur de production)
- 2003 : 11:14 (services juridiques supplémentaires)
- 2003 : Monster (film, 2003) (services juridiques - en tant que Ortwin Freyermuth Esq)
- 2005 : Jeux de gangs (services juridiques)
- 2005 : Lord of War (services juridiques : Ascendant Pictures)
- 2006 : Demande à la poussière (film) (services juridiques : Freyermuth & Associates)
- 2006 : Slevin (services juridiques : Freyermuth & Associates, Inc. - en tant que Ortwin Freyermuth Esq.)
- 2013 : 2 Guns (services juridiques et financier : Freyermuth & Associates, Inc. pour Foresight Unlimited - en tant que Ortwin Freyermuth Esq.)